# 13.ª etapa de la Vuelta a España 2021
La 13.ª etapa de la Vuelta a España 2021 tuvo lugar el 27 de agosto de 2021 entre Belmez y Villanueva de la Serena sobre un recorrido de 203,7 km y fue ganada por el francés Florian Sénéchal del equipo Deceuninck-Quick Step. El noruego Odd Christian Eiking consiguió mantener el liderato un día más.

## Clasificación de la etapa
| Belmez - Villanueva de la Serena | etapa llana | (203,7 km) |

| \| Clasificación de la etapa \| Clasificación de la etapa \| Clasificación de la etapa \| Clasificación de la etapa \| Clasificación de la etapa \| \| Ciclista \| Ciclista \| Equipo \| Tiempo \| \| \| ------------------------- \| ------------------------- \| ------------------------- \| ------------------------- \| ------------------------- \| \| 1.º \| Florian Sénéchal \| Deceuninck-Quick Step \| 4 h 58 min 23 s \| \| \| 2.º \| Matteo Trentin \| UAE Team Emirates \| + 0 s \| \| \| 3.º \| Alberto Dainese \| Team DSM \| + 2 s \| \| \| 4.º \| Luka Mezgec \| BikeExchange \| + 3 s \| \| \| 5.º \| Stan Dewulf \| AG2R Citroën Team \| + 3 s \| \| \| 6.º \| Piet Allegaert \| Cofidis \| + 3 s \| \| \| 7.º \| Itamar Einhorn \| Israel Start-Up Nation \| + 3 s \| \| \| 8.º \| Antonio Jesús Soto \| Euskaltel-Euskadi \| + 3 s \| \| \| 9.º \| Rui Oliveira \| UAE Team Emirates \| + 3 s \| \| \| 10.º \| Egan Bernal \| Ineos Grenadiers \| + 6 s \| \| |                    |                        |                 |
| |                    |                        |                 |
| Fuente: ProCyclingStats |                    |                        |                 |
| Clasificación de la etapa |                    |                        |                 |
| Ciclista | Ciclista           | Equipo                 | Tiempo          |
| 1.º | Florian Sénéchal   | Deceuninck-Quick Step  | 4 h 58 min 23 s |
| 2.º | Matteo Trentin     | UAE Team Emirates      | + 0 s           |
| 3.º | Alberto Dainese    | Team DSM               | + 2 s           |
| 4.º | Luka Mezgec        | BikeExchange           | + 3 s           |
| 5.º | Stan Dewulf        | AG2R Citroën Team      | + 3 s           |
| 6.º | Piet Allegaert     | Cofidis                | + 3 s           |
| 7.º | Itamar Einhorn     | Israel Start-Up Nation | + 3 s           |
| 8.º | Antonio Jesús Soto | Euskaltel-Euskadi      | + 3 s           |
| 9.º | Rui Oliveira       | UAE Team Emirates      | + 3 s           |
| 10.º | Egan Bernal        | Ineos Grenadiers       | + 6 s           |

## Clasificaciones al final de la etapa

### Clasificación general
| \| Clasificación general \| Clasificación general \| Clasificación general \| Clasificación general \| Clasificación general \| \| Ciclista \| Ciclista \| Equipo \| Tiempo \| \| \| --------------------- \| --------------------- \| ---------------------------------- \| --------------------- \| --------------------- \| \| 1.º \| Odd Christian Eiking \| Intermarché-Wanty-Gobert Matériaux \| 50 h 31 min 52 s \| \| \| 2.º \| Guillaume Martin \| Cofidis \| + 58 s \| \| \| 3.º \| Primož Roglič \| Jumbo-Visma \| + 1 min 56 s \| \| \| 4.º \| Enric Mas \| Movistar Team \| + 2 min 31 s \| \| \| 5.º \| Miguel Ángel López \| Movistar Team \| + 3 min 28 s \| \| \| 6.º \| Jack Haig \| Bahrain Victorious \| + 3 min 55 s \| \| \| 7.º \| Egan Bernal \| Ineos Grenadiers \| + 4 min 41 s \| \| \| 8.º \| Adam Yates \| Ineos Grenadiers \| + 4 min 57 s \| \| \| 9.º \| Sepp Kuss \| Jumbo-Visma \| + 5 min 03 s \| \| \| 10.º \| Felix Großschartner \| Bora-Hansgrohe \| + 5 min 38 s \| \| |                      |                                    |                  |
| |                      |                                    |                  |
| Fuente: ProCyclingStats |                      |                                    |                  |
| Clasificación general |                      |                                    |                  |
| Ciclista | Ciclista             | Equipo                             | Tiempo           |
| 1.º | Odd Christian Eiking | Intermarché-Wanty-Gobert Matériaux | 50 h 31 min 52 s |
| 2.º | Guillaume Martin     | Cofidis                            | + 58 s           |
| 3.º | Primož Roglič        | Jumbo-Visma                        | + 1 min 56 s     |
| 4.º | Enric Mas            | Movistar Team                      | + 2 min 31 s     |
| 5.º | Miguel Ángel López   | Movistar Team                      | + 3 min 28 s     |
| 6.º | Jack Haig            | Bahrain Victorious                 | + 3 min 55 s     |
| 7.º | Egan Bernal          | Ineos Grenadiers                   | + 4 min 41 s     |
| 8.º | Adam Yates           | Ineos Grenadiers                   | + 4 min 57 s     |
| 9.º | Sepp Kuss            | Jumbo-Visma                        | + 5 min 03 s     |
| 10.º | Felix Großschartner  | Bora-Hansgrohe                     | + 5 min 38 s     |

### Clasificación por puntos
| Clasificación por puntos | Clasificación por puntos | Clasificación por puntos | Clasificación por puntos | Clasificación por puntos |
| Ciclista                 | Ciclista                 | Equipo                   | Puntos                   |                          |
| ------------------------ | ------------------------ | ------------------------ | ------------------------ | ------------------------ |
| 1.º                      | Fabio Jakobsen           | Deceuninck-Quick Step    | 200 pts                  |                          |
| 2.º                      | Magnus Cort              | EF Education-Nippo       | 114 pts                  |                          |
| 3.º                      | Primož Roglič            | Jumbo-Visma              | 106 pts                  |                          |
| 4.º                      | Matteo Trentin           | UAE Team Emirates        | 103 pts                  |                          |
| 5.º                      | Alberto Dainese          | Team DSM                 | 93 pts                   |                          |
| 6.º                      | Michael Matthews         | BikeExchange             | 92 pts                   |                          |
| 7.º                      | Arnaud Démare            | Groupama-FDJ             | 74 pts                   |                          |
| 8.º                      | Enric Mas                | Movistar Team            | 69 pts                   |                          |
| 9.º                      | Andrea Bagioli           | Deceuninck-Quick Step    | 69 pts                   |                          |
| 10.º                     | Lilian Calmejane         | AG2R Citroën Team        | 59 pts                   |                          |

### Clasificación de la montaña
| Clasificación de la montaña | Clasificación de la montaña | Clasificación de la montaña        | Clasificación de la montaña | Clasificación de la montaña |
| Ciclista                    | Ciclista                    | Equipo                             | Puntos                      |                             |
| --------------------------- | --------------------------- | ---------------------------------- | --------------------------- | --------------------------- |
| 1.º                         | Damiano Caruso              | Bahrain Victorious                 | 31 pts                      |                             |
| 2.º                         | Romain Bardet               | Team DSM                           | 27 pts                      |                             |
| 3.º                         | Michael Storer              | Team DSM                           | 17 pts                      |                             |
| 4.º                         | Pavel Sivakov               | Ineos Grenadiers                   | 16 pts                      |                             |
| 5.º                         | Jack Haig                   | Bahrain Victorious                 | 15 pts                      |                             |
| 6.º                         | Primož Roglič               | Jumbo-Visma                        | 12 pts                      |                             |
| 7.º                         | Kenny Elissonde             | Trek-Segafredo                     | 11 pts                      |                             |
| 8.º                         | Rein Taaramäe               | Intermarché-Wanty-Gobert Matériaux | 10 pts                      |                             |
| 9.º                         | Sepp Kuss                   | Jumbo-Visma                        | 9 pts                       |                             |
| 10.º                        | Magnus Cort                 | EF Education-Nippo                 | 8 pts                       |                             |

### Clasificación de los jóvenes
| Clasificación del mejor joven | Clasificación del mejor joven | Clasificación del mejor joven | Clasificación del mejor joven | Clasificación del mejor joven |
| Ciclista                      | Ciclista                      | Equipo                        | Tiempo                        |                               |
| ----------------------------- | ----------------------------- | ----------------------------- | ----------------------------- | ----------------------------- |
| 1.º                           | Egan Bernal                   | Ineos Grenadiers              | 50 h 36 min 33 s              |                               |
| 2.º                           | Aleksandr Vlásov              | Astana-Premier Tech           | + 1 min 27 s                  |                               |
| 3.º                           | Gino Mäder                    | Bahrain Victorious            | + 2 min 13 s                  |                               |
| 4.º                           | Juan Pedro López              | Trek-Segafredo                | + 5 min 22 s                  |                               |
| 5.º                           | Rémy Rochas                   | Cofidis                       | + 17 min 17 s                 |                               |
| 6.º                           | Steff Cras                    | Lotto-Soudal                  | + 32 min 57 s                 |                               |
| 7.º                           | Clément Champoussin           | AG2R Citroën Team             | + 40 min 58 s                 |                               |
| 8.º                           | Jefferson Cepeda              | Caja Rural-Seguros RGA        | + 43 min 41 s                 |                               |
| 9.º                           | Gotzon Martín                 | Euskaltel-Euskadi             | + 55 min 40 s                 |                               |
| 10.º                          | Michael Storer                | Team DSM                      | + 55 min 42 s                 |                               |

### Clasificación por equipos
| Clasificación por equipos | Clasificación por equipos          | Clasificación por equipos | Clasificación por equipos |
| Equipo                    | Equipo                             | Tiempo                    |                           |
| ------------------------- | ---------------------------------- | ------------------------- | ------------------------- |
| 1.º                       | Ineos Grenadiers                   | 151 h 44 min 11 s         |                           |
| 2.º                       | UAE Team Emirates                  | + 1 min 54 s              |                           |
| 3.º                       | Movistar Team                      | + 4 min 17 s              |                           |
| 4.º                       | Bahrain Victorious                 | + 5 min 47 s              |                           |
| 5.º                       | Jumbo-Visma                        | + 9 min 42 s              |                           |
| 6.º                       | Trek-Segafredo                     | + 21 min 06 s             |                           |
| 7.º                       | Intermarché-Wanty-Gobert Matériaux | + 30 min 44 s             |                           |
| 8.º                       | Astana-Premier Tech                | + 36 min 10 s             |                           |
| 9.º                       | AG2R Citroën Team                  | + 55 min 57 s             |                           |
| 10.º                      | Cofidis                            | + 57 min 18 s             |                           |

## Abandonos
Maximilian Schachmann y Omar Fraile no tomaron la salida.